# 新里尚子
新里 尚子（にいさと しょうこ、1991年7月10日 - ）は、日本の元アルペンスキー選手。
高校３年時に北海道富良野スキー場で開催された、スキースラローム競技にて、岩手県勢54年ぶり女子表彰台インターハイ準優勝。
大学１年時には、秋田県鹿角市最大斜度31度花輪スキー場開催、大学生スキー全国大会(インカレ)スーパー大回転競技、岩手県勢初の優勝。
ジュニアナショナルチーム選出、ファーイーストカップ5位、ノースアメリカンカップ出場、ニュージーランドカップ入賞、オーストラリアカップ出場、韓国ファーイーストカップ出場、入賞他各国内大会入賞等。
岩手県八幡平市 育ち
岩手県宮古市(被災地)生まれ
※以前住んでいた所は津波で流されたようです。
血液型o型
身長165cm